# Maaya Wakasugi
Maaya Wakasugi（マーヤ・ワカスギ、1977年 - ）は岡山県・玉野市生まれ。書道家・アーティスト。日本の男性。フランスのボルドー在住。

## 来歴
6歳より書道を始め、高校在学中に世界的に評価されている赤塚暁月に師事。第10回成田山全国競書大会で「日本書道教育会議賞」を受賞する。
1994年の夏に17歳で初の個展開催。その後、日展特別会員の田中節山に師事。大学在学中はドラァグクィーンとしても活動。フランス・ルーヴル美術館のNPO「グラン・ルーヴル・オ・ジャポン」のロゴマーク制作や、在学中は謙慎書道展、読売書法展などの公募展にも応募し入選。2001年、大東文化大学中国文学科卒業後、渡英。ロンドン大学で個展開催。その後、美容師の国家資格習得、ヘアメイクアシスタントを経て、ニューヨーク・イーストビレッジにある美容室に就職。8ヶ月の滞在後に帰国。帰国後は音楽プロダクションでマネージメント業務。飲食店勤務をしながら副業で書の活動を続ける。
2012年、日本テレビ『笑神様は突然に…』、NHK WORLD 「OHENRO」、「笑福亭鶴瓶落語会」の題字揮毫。
2013年、アメリカ・ニューヨークのアートフェア「Artexpo New York」に出品。2014年、ニューヨーク滞在時にComputer Magicとニューヨーク近代美術館MoMAでパフォーマンスを行う。その後、フランスのボルドーに拠点を移し、台湾の襲園美術館での個展、パリで開催された「NEXT STEP BIENNALE」に出品。
2015年、神宮前のMoCA東京にて個展「La Costline」開催。6月は渋谷の「adidas Originals 」のPress Previewイベントにてメインビジュアルとインビテーションを制作。カメラマンの萩庭桂太の「YOUR EYES ONLY」にインタビュー掲載。
2016年、世界経済フォーラム（通称ダボス会議）Japan Nightにて世界経済フォーラム創設者兼会長のクラウス・シュワブと書き初めパフォーマンス。9月にはファッションブランド「MOUSSY」の単独路面店舗がニューヨークのSOHOに完成、オープニングイベントでは書道パフォーマンスと招待状に揮毫。10月に渋谷のES galleryで開催された個展「結び目〜Nouer des Liens」を開催した。
2017年、NHK大河ドラマ『おんな城主 直虎』の題字揮毫。フランスで初めて開催された日本酒のコンクールKURA MASTERのロゴでデザイン。「ゼニス エル・プリメロ レンジローバースペシャルエディション」のローンチパーティーにて、レンジローバーのボディーに揮毫。５月京都国立博物館で開催されたヒューマン・ライツ・ウォッチの「Council Summit 2017 Kyoto」にて揮毫パフォーマンス。またフランスの国鉄SNCF Réseauが制作するプロモーションビデオ「Parenthese bordeaux saint-jean」に出演するなど、活躍の場を広げる。辻仁成氏によるウェブマガジンDesign Storiesにインタビューが掲載される 。
2020年9月にパリのGALERIE MIKIKO FABIANIにて個展「和敬清寂」を開催、好評を得る。その模様は25ansオンラインに掲載。また12月にボルドー近郊にあるグラディニアンの公立中学校で開催された書道教室は地元の新聞Sud Ouestに掲載された。また2022年2月にGALERIE MIKIKO FABIANIで開催された個展「」も大盛況のうちに幕を閉じた。
作家として世界を舞台に活動するだけでなく、現地の小・中・高等学校で書道のワークショップを開催するなど、芸術教育にも精力的に取り組んでいる。2023年秋からは、ボルドーの エコール・デ・ボザール（国立高等美術学校）で絵画を専門的に学びながら、新たな創作の可能性を追求している。
近年の活動として、ムラージュ工房（グラン・パレ—フランス国立美術館連合）との共作「Deux Serpents - 巳 -」を2025年2月にヴィラ九条山で発表し、好評を博した。今後も国内外での創作と発表を重ねながら、さらなる挑戦を続けていく。

## 経歴
- 東京都立武蔵丘高等学校卒業
- 大東文化大学文学部中国文学科卒業
- 山野美容専門学校卒業

## 作品

### 主な作品提供先
- 2012年　日本テレビ「笑神様は突然に…」タイトル揮毫[9]
- 2017年　NHK大河ドラマ「おんな城主 直虎」題字揮毫[10]
- 2017年　フランス 日本酒コンクール「Kura Master」題字揮毫[11]
- 2017年　北海道ニセコ町　狩太神社　神前奉納
- 2017年   World Health Organization ; WHOに「Health for All」を寄贈

### 展覧会
- 2012年　東京のcrème de la crèmeにて個展「神宮龍宮」
- 2014年　台湾の襲園美術館にて、個展「風動之書」
- 2016年　渋谷のES galleryにて個展「結び目〜Nouer des Liens」
- 2019年　神宮前のUltra Super New Galleryにて個展「循環〜Quelle joie de vivre〜」
- 2020年　パリのGALERIE MIKIKO FABIANIにて個展「和敬清寂」

### 書道パフォーマンス
- 2014年　ニューヨーク近代美術館にて書道パフォーマンス披露。
- 2017年  在モロッコ日本国大使館主催、第2回「日本祭」モロッコ王国国立図書館にて書道パフォーマンスとワークショップを開催。[12]

## 出演

### テレビ出演
- 2011年11月　歌手の遊助「一笑懸命」のテレビCMスポット出演。
- 2015年10月7日「日本テレビNEWS ZERO」ZERO humanに出演 [13]。
- 2017年1月14日 NHK[14]お昼のニュースに在仏日本大使公邸で開催された賀詞交換会での揮毫の模様が放送される。

### 雑誌
- 「WWD JAPAN THE MAGAZINE 2015 SUMMER FASHION NEWS 7月号増刊」（INFAS パブリケーションズ）「LGBT Forever モードは性別を超えるのか？」ファッショニスタ100に選出される。(2015/5)
- 「NHK大河ドラマ・ストーリー　おんな城主　直虎　前編」（NHK出版）に「おんな城主　直虎を支える人々」にインタビュー掲載。(2017/1)
- 「2nd」2017年6月号（枻出版社）「THE VISUAL PERFORMER」にインタビュー掲載。(2017/4)
- 「25ans」2017年7月号（ハースト婦人画報社）「カバーガール・森 星、スターに出会う」にインタビュー掲載。(2017/5)
- 「GQ JAPAN」2017年6月号「GQファイトクラブ」表紙題字揮毫。(2017/6)